# Alfred Foy
Pour les articles homonymes, voir Foy.
Alfred Foy, né le 11 janvier 1934 à Merville (Nord), est un homme politique français.

## Détail des fonctions et des mandats
Mandats locaux
- 1983 - 1995 : Maire de Merville
- 1988 - 2001 : Conseiller général du canton de Merville

Mandat parlementaire
- 27 septembre 1992 - 30 septembre 2001 : Sénateur du Nord